# 羅克福德 (北卡羅萊納州)
羅克福德（英語：Rockford）是位於美國北卡羅萊納州薩里縣的非建制地區。

## 歷史
羅克福德的郵局於1795年設立，其後於1979年停運。

## 地理
羅克福德所處的海拔為高於海平面260米（即853英呎），而該地所採用的時區為UTC-5，即北美东部时区（EST）。同時該地設有夏令時間，為UTC-5調快一小時，即UTC-4（EDT）。